# L.A. Woman (àlbum)
L.A. Woman és el sisè àlbum d’estudi de la banda de rock californiana The Doors, publicat al 1971 per Elektra Records. És l’últim disc en vida de Jim Morrison, a causa de la seva sobtada mort dos mesos després de la publicació.
Com ja s'anticipava a Morrison Hotel, amb aquest treball es confirma el blues com una gran influència en el so de la banda. És el primer cop en la seva carrera on la producció no va a càrrec de Paul A. Rothchild, que va renunciar al no estar d’acord amb la nova direcció musical que s'estava prenent. El disc va ser coproduït per The Doors i el seu habitual enginyer de so, Bruce Botnick.
L’àlbum va arribar al número 9 de la llista Billboard 200.

## Enregistrament

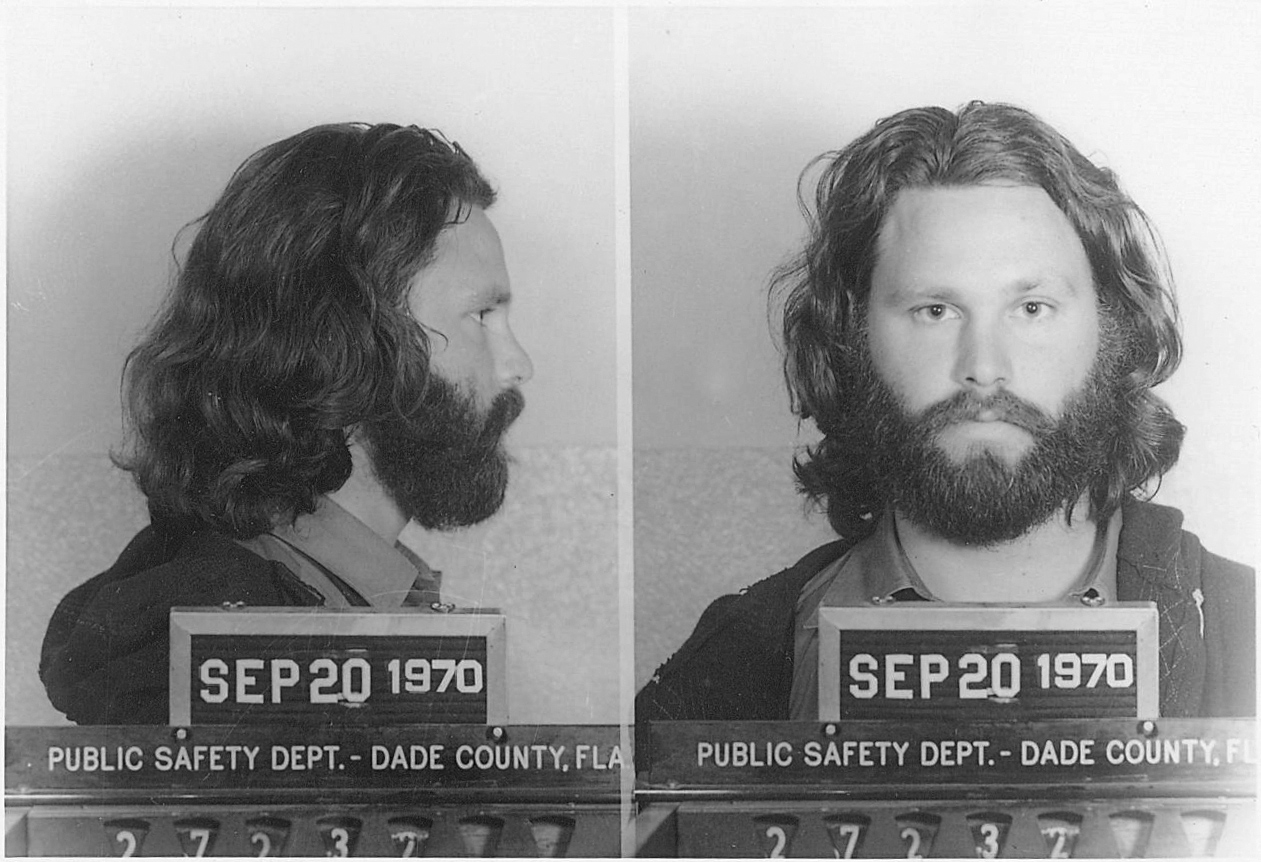
Jim Morrison a la fotografia de la fitxa policial del comtat de Miami-Dade

The Doors va entrar als estudis Sunset Sound Recorders de Los Angeles al novembre de 1970, poc després de finalitzar el judici a Morrison per l’incident de Miami, on se’l va arrestar, jutjar i condemnar per obscenitat i indecència en públic.
Van començar enregistrant primeres versions de «L.A. Woman», «Riders on the Storm» i «Love Her Madly», que confirmaven el canvi d’estil respecte a The Soft Parade, ja iniciat a Morrison Hotel. Això no agradava a Rothchild que, a més, també es va veure frustrat per la lentitud a l’hora de desenvolupar nou material, tot i disposar de tres compositors, i de l’impossibilitat d’aconseguir que Morrison es presentés regularment a l’estudi.
Segons l’enginyer Bruce Botnick, un altre fet que va conduir Rothchild a deixar la gravació va ser la mort setmanes abans de Janis Joplin, amb la qual havia treballat al seu àlbum Pearl.
Aleshores, el grup i Botnick van improvisar un estudi de gravació al seu local d'assaig privat, el Doors' Workshop, un edifici de dos pisos al 8512 Santa Monica Boulevard, a Los Angeles, on Morrison va haver de gravar les veus al bany al no disposar d’una cabina de gravació.
Per l'enregistrament van comptar amb la col·laboració al baix de Jerry Scheff, baixista d’Elvis Presley, i a la guitarra rítmica de Marc Benno, conegut per haver treballat amb Leon Russell.
Les cançons es van completar amb poques preses i l’àlbum es va finalitzar en sis dies.

## Publicació
L.A. Woman va ser publicat el 19 d’abril de 1971. Va aconseguir la posició 9 de la llista Billboard 200, i va romandre a la llista durant 36 setmanes. Al Regne Unit no va tenir tant d’èxit arribant al número 28 i restant només 4 setmanes a la llista UK Albums Chart.
Ha estat inclòs a la "Llista dels 500 millors discs de tots els temps" segons la revista Rolling Stone, mentre que el diari The Independent l’inclou entre els 20 millors àlbums de 1971, i Ultimate Classic Rock entre els 100 millors àlbums de rock de la dècada dels 70.
Al 2021 l’àlbum va ser certificat triple disc de platí per les seves més de 3 milions d’unitats venudes.
La primera edició de la portada era de color bordeus amb el cartró retallat a mode de finestra amb cantonades arrodonides, que emmarcava una cel·lofana transparent amb el relleu dels quatre membres de la banda. El concepte i disseny està acreditat a Carl Cossick.

## Llista de cançons
Totes les cançons foren escrites i compostes per The Doors, excepte on s'indiqui. 
| 1. | «The Changeling»         | 4:20 |
| 2. | «Love Her Madly»         | 3:18 |
| 3. | «Been Down So Long»      | 4:40 |
| 4. | «Cars Hiss by My Window» | 4:10 |
| 5. | «L.A. Woman»             | 7:49 |

| 1. | «L'America»                               | 4:35 |
| 2. | «Hyacinth House»                          | 3:10 |
| 3. | «Crawling King Snake» (John Lee Hooker)   | 4:57 |
| 4. | «The WASP (Texas Radio and the Big Beat)» | 4:12 |
| 5. | «Riders on the Storm»                     | 7:14 |

## Personal
Informació provinent de l'edició original d'Elektra de 1971.

#### The Doors
- Jim Morrison – veu
- Ray Manzarek – piano, teclats, guitarra a «Been Down So Long»[27]
- Robby Krieger – guitarra
- John Densmore – bateria

#### Músics addicionals
- Jerry Scheff – baix
- Marc Benno – guitarra rítmica

### Producció
- Producció – The Doors, Bruce Botnick
- Enginyeria – Bruce Botnick
- Disseny – Carl Cossick
- Fotografia – Wendell Hamick

## Llistes

#### Àlbum
| Any  | Llista        | Posició | Setmanes llista |
| ---- | ------------- | ------- | --------------- |
| 1971 | Billboard 200 | 9       | 36              |

#### Senzills
| Any  | Senzill (Cara A / Cara B)                                | Llista            | Posició | Setmanes llista |
| ---- | -------------------------------------------------------- | ----------------- | ------- | --------------- |
| 1971 | «Love Her Madly» / «(You Need Meat) Don't Go No Further» | Billboard Hot 100 | 11      | 11              |
| 1971 | «Riders on the Storm» / «The Changeling»                 | Billboard Hot 100 | 14      | 12              |

### Certificacions
| País                                              | Certificació | Unitats venudes |
| ------------------------------------------------- | ------------ | --------------- |
| Estats Units (RIAA)                               | 3 x Platí    | 3.000.000^      |
| Regne Unit (BPI)                                  | Or           | 100.000^        |
| Canadà (Music Canada)                             | 3 x Platí    | 300.000^        |
| Austràlia (ARIA)                                  | 4 x Platí    | 280.000^        |
| França (SNEP)                                     | 2 x Platí    | 600.000^        |
| Alemanya (BVMI)                                   | Or           | 250.000^        |
| ^ Indica vendes basades només en la certificació. |              |                 |